# 华宝添益
华宝现金添益交易型货币市场基金（沪市：511990；简称：华宝添益，扩位简称：华宝添益ETF；场外B类份额：001893），是中国大陆证券市场首支在证券交易市场挂牌上市的货币市场基金，管理人为华宝基金管理有限公司，基金合同生效于2012年12月27日。

## 历史
2012年12月27日，华宝兴业现金添益交易型货币市场基金成立，成为中国大陆首支首支在证券交易市场挂牌上市的货币市场基金。2013年1月28日，该基金在上海证券交易所挂牌上市。
2013年12月9日起，根据新修订的《上海证券交易所交易规则》，该基金在上海证券交易所内开始采用“T+0”当日回转交易模式，当日买入的份额，当日即可卖出。2013年12月10日，该基金的成交额一度超越天弘余额宝；当月12日时，该基金一度位列沪深两市挂牌证券中成交额榜首，达到19.3亿元人民币。
2014年7月，该基金场内大宗交易曾出现折价近10%抛售的情形，令基金管理人感到费解。有市场人士认为或涉嫌利用大宗交易利益输送，或涉嫌通过大宗交易过户实施融资拆借，取代股权质押。
2015年11月9日，该基金增设场外B类份额。截至2019年，该基金为中国大陆上市交易的货币基金中规模最大者。在市场流动性较大时，常出现大量资金涌入该基金的情形。